# Мисс Интернешнл 1998

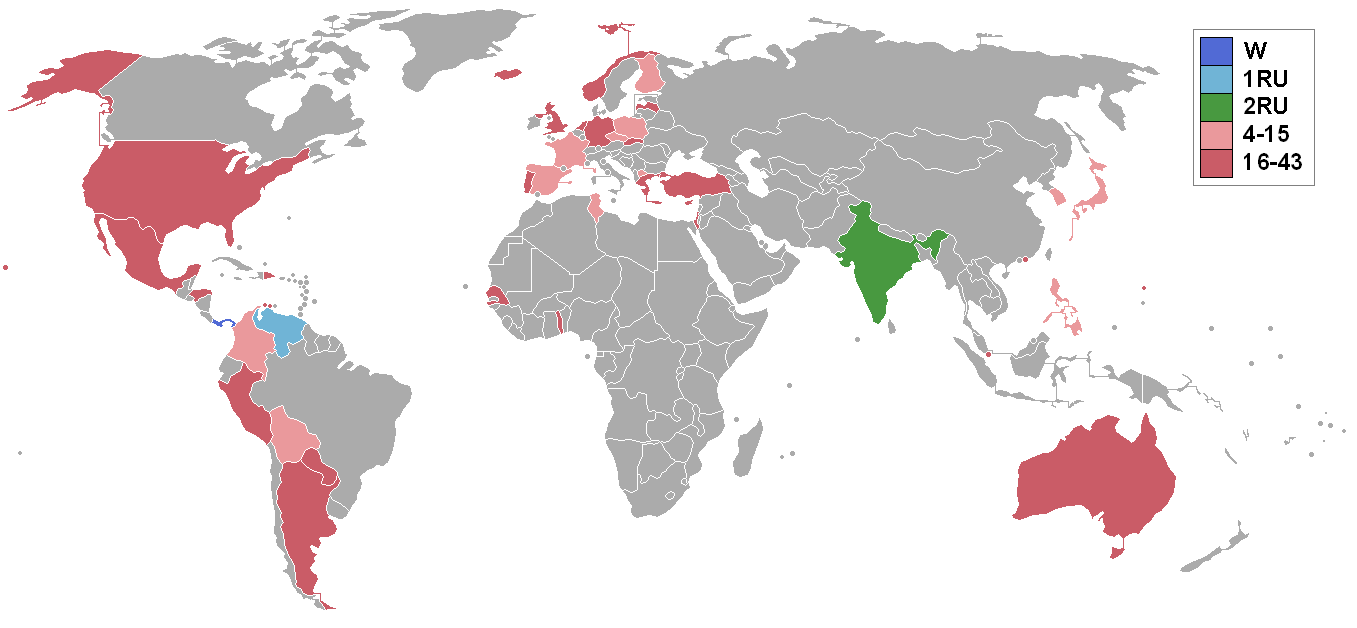
Страны-участницы Мисс Интернешнл

Мисс Интернешнл 1998 (англ. Miss International 1998) — 38-й международный конкурс красоты Мисс Интернешнл, проведённый 26 сентября 1998 года в Токио (Япония), который выиграла Лиа Борреро из Панамы.

## Финальный результат
| Финальные результаты | Участница |
| -------------------- | --- |
| Мисс Интернешнл 1998 | - Панама — Лиа Борреро |
| 1-я вице-мисс        | - Венесуэла — Даниэла Косан Монкур |
| 2-я вице-мисс        | - Индия — Шветха Джайшанкар |
| Полуфиналистки       | - Боливия — Лилиана Пенья Гуачалья - Колумбия — Адриана Утардо Новелья - Чехия — Петра Фалтынова - Финляндия — Пииа Хартикайнен - Франция — Патрисия Спехар - Япония — Мэгуми Тайра - Республика Корея — Чо Хеён - Северная Македония — Ана Биновски - Филиппины — Коллетт Сентено Глэйзер - Польша — Агнешка Осинска - Испания — Ванесса Ромеро Торрес - Тунис — Неджла Куниали |

## Специальные награды
| Награда                    | Участницы                                                         |
| -------------------------- | ----------------------------------------------------------------- |
| Лучший Национальный костюм | Колумбия — Адриана Уртадо Новелья                                 |
| Мисс Дружба                | - Финляндия — Пииа Хартикайнен - Того — Мануэлла Наду Лоусон-Боди |
| Мисс Фотогеничность        | Венесуэла — Даниэла Косан Монкур                                  |

## Участницы
| - Аргентина — Мария Фернанда Ортис - Аруба — Анушка Шерица Лю Чжэнь Тай - Австралия — Кэтрин Луис О'Брайен - Боливия — Лилиана Пенья Гуачалья - Колумбия — Адриана Уртадо Новелья - Республика Корея — Чо Хеён - Кюрасао — Санта Индрис Токай - Кипр — Марианна Панайоту - Доминиканская Республика — Сорангель Ферсобе Матос - Филиппины — Колетт Сентено Глэйзер - Финляндия — Пииа Хартикайнен - Франция — Патрисия Спехар (Universe 97) - Германия — Фиона Амманн - Великобритания — Мелани Девина Джоунз - Греция — Элени Плиацика - Гавайи — Лори-Энн Ли Медейрос - Япония — Мэгуми Тайра - Гондурас — Венди Суяпа Родригес - Гонконг — Натали Нг Маньянь - Индия — Шветха Джайшанкар - Исландия — Гюдбьёрг Сигридюр Херманнсдоуттир | - Израиль — Галия Абрамов - Латвия — Лига Граудумниеце (World 97) - Северная Македония м Ана Биновска - Мексика — Карина Патрисия Мора Новело - Северные Марианские Острова — Соня Паласиос Пангелинан - Норвегия — Бьорг Софи Ловстад - Нидерланды — Илона Мэрилин ван Велдхёйзен (World 99) - Панама — Лиа Виктория Борреро Гонсалес (Top 6 Universe 97) - Парагвай — Мария Фабиола Ройг Эскандриоло - Перу — Мелисса Миранда Квиньонес - Польша — Агнешка Осинска - Португалия — Исилиа Силва Беренгел (World 97 & Universe 98) - Чехия — Петра Фалтынова (Universe 99) - Сенегал — Маймуна Диалло - Сингапур — Судха Менон - Словакия — Мартина Калманова - Испания — Ванесса Ромеро Торрес - Того — Мануэлла Наду Лоусон-Боди - Тунис — Неджла Куниали - Турция — Сенай Акай - Венесуэла — Дэниэла Коссан Монкур - США — Сьюзан Паэс |

## Не участвовали
- Бонайре — Джеральдин Джульет
- Бразилия — Луизеани Альтенхофен
- Пуэрто-Рико — Жаклин Негрон